# Институт украинского научного языка
Институ́т украи́нского нау́чного языка́ — научно-исследовательское учреждение Всеукраинской академии наук (ВУАН).

## История
Основан в 1921 году на базе правописательно-терминологической комиссии при историко-филологическом отделе ВУАН и терминологической комиссии Украинского научного общества в Киеве.
В 1920-е годы существенно расширилась сфера употребления украинского языка, и специалисты упомянутых учреждений выполняли связанные с этим актуальные задачи: благоустраивали переводные словари, в частности, терминологические, устанавливали нормы литературного языка в фонетике, лексике и грамматике, разрабатывали практические основы культуры речи и стилистики.
Возглавил учреждение (был руководителем) академик А. Е. Крымский. Первоначально в институте было 4 секции (правовая, естественно-математическая, техническая и философская), в которых работали преимущественно нештатные сотрудники.
В конце 1925 года на их базе было создано 6 отделов: естественный (с секциями: ботанической, геологической, географической, зоологической, математической, медицинской, метеорологической, физической, химической), технический (с секциями: путей и мостов, гидротехнической, механической, строительной, электротехнической, горной, сельскохозяйственного машиноведения, автомобильной, авиационной), сельскохозяйственный, социально-исторический (с секциями: социологической, экономической, педагогической, психологической, филологической, философской, делопроизводства), правовой, художественный (с секциями: археологической, архитектурной, живописной, резчиков, художественной промышленности, музыкальной, театральной).
Институт имел филиал в Харькове.
Каждая секция собирала и упорядочивала соответствующую терминологию. Поступающую корреспонденцию обрабатывало бюро народно-терминологических материалов.
В 1926 карточный материал института составил более 2 млн единиц.
Было проведено составление 34 терминологических словарей в 16 изданиях.
В 1928—1930 вышло 2 выпуска «Вестника Института украинского научного языка». В институте плодотворно работали известные деятели науки и культуры, среди них П. Тутковский, Л. Ревуцкий, Ф. Кричевский, Н. Садовский и другие.
В связи с сфабрикованным процессом по делу «Союза освобождения Украины» в 1929 году многие работники института подверглись репрессиям и преследованиям. Их деятельность, а впоследствии и значительная часть терминологических работ были охарактеризованы как «националистически-вредительские».
В 1930 институт вместе с другими языковедческими учреждениями ВУАН был реорганизован в Институт языкознания АН УССР.